# Anogramma leptophylla
Anogramma leptophylla är en kantbräkenväxtart som först beskrevs av Carl von Linné och fick sitt nu gällande namn av Heinrich Friedrich Link.
Anogramma leptophylla ingår i släktet Anogramma och familjen Pteridaceae. Inga underarter finns listade i Catalogue of Life.

## Bildgalleri

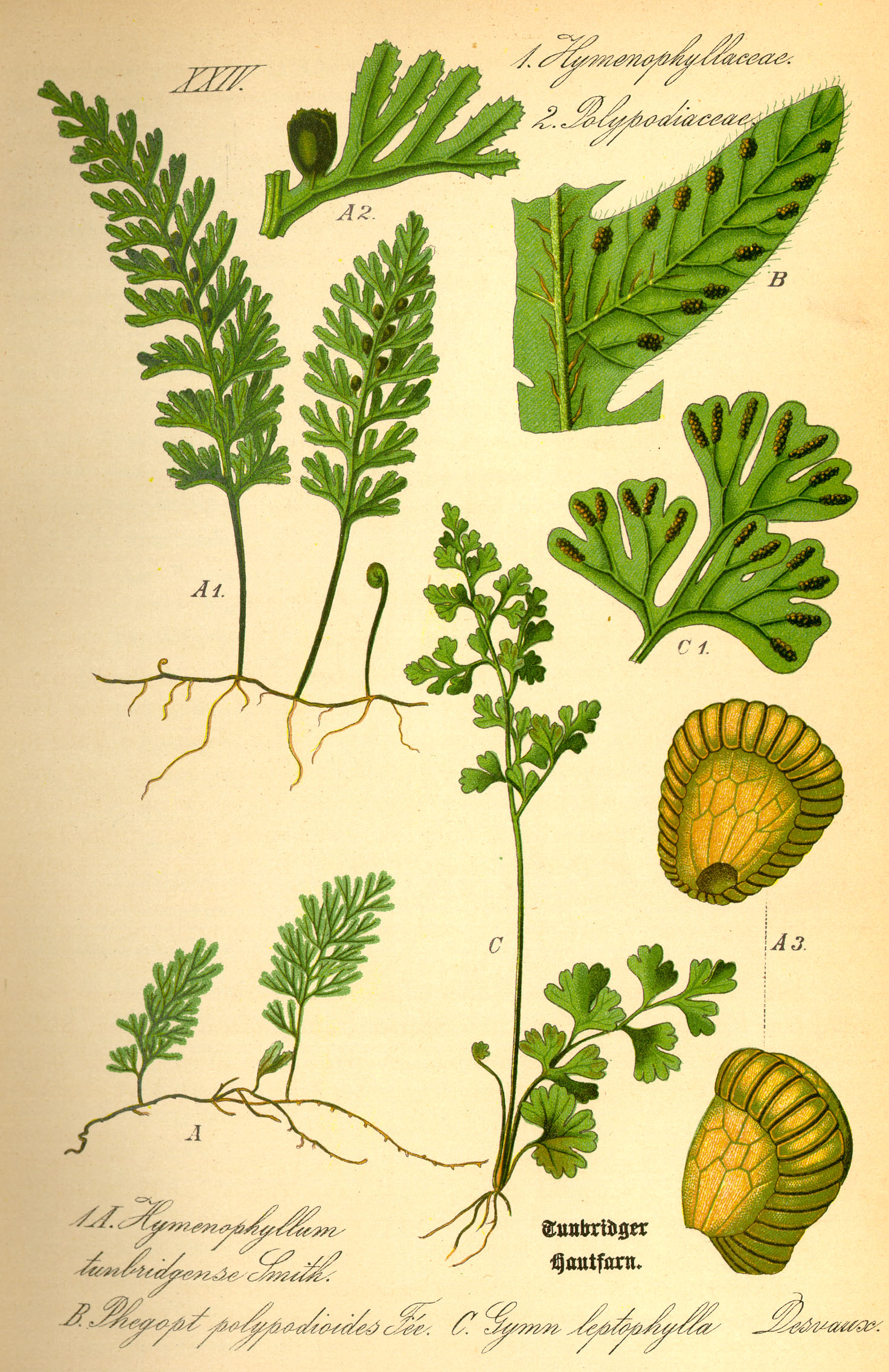
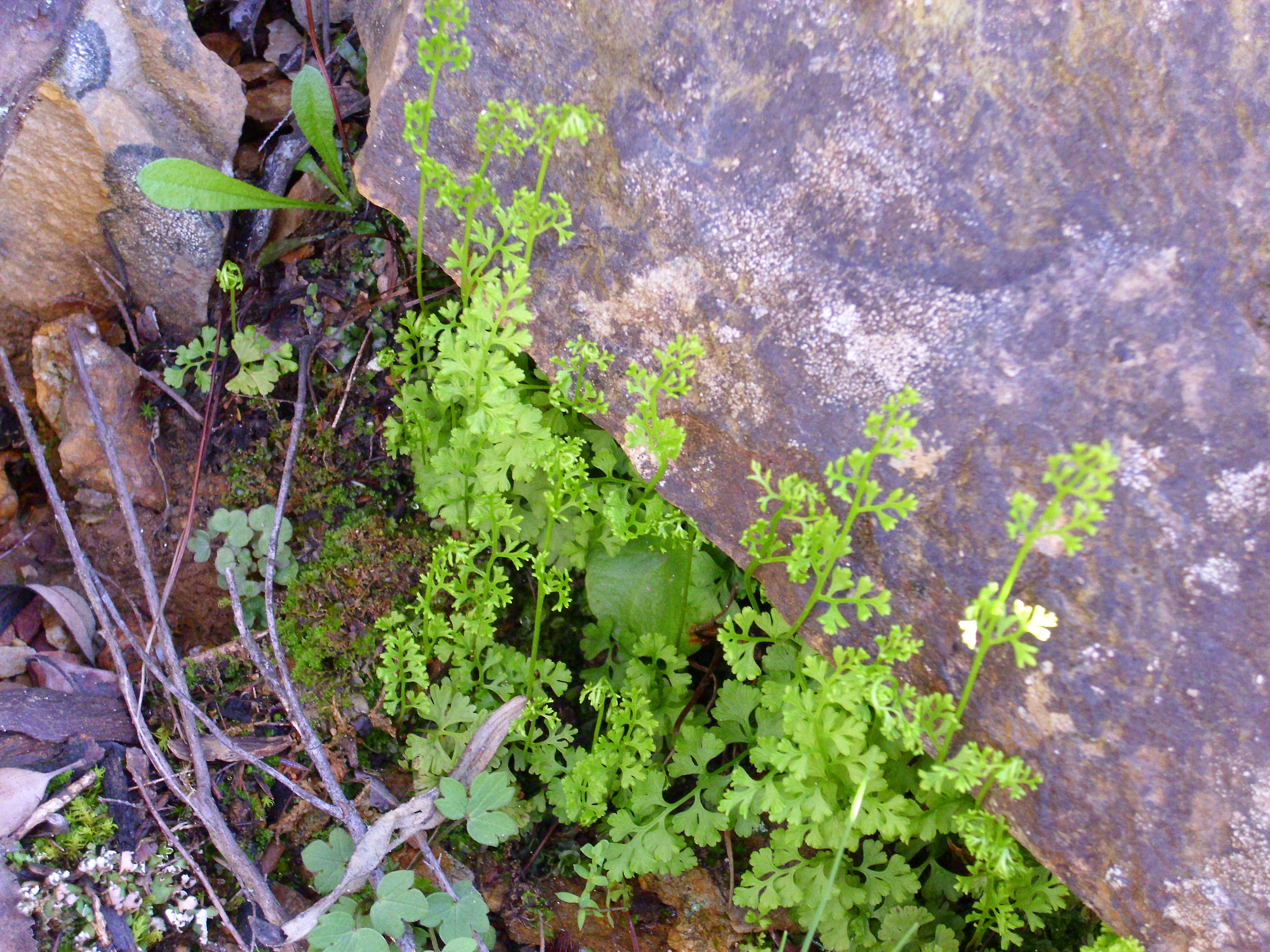